# Vil, má

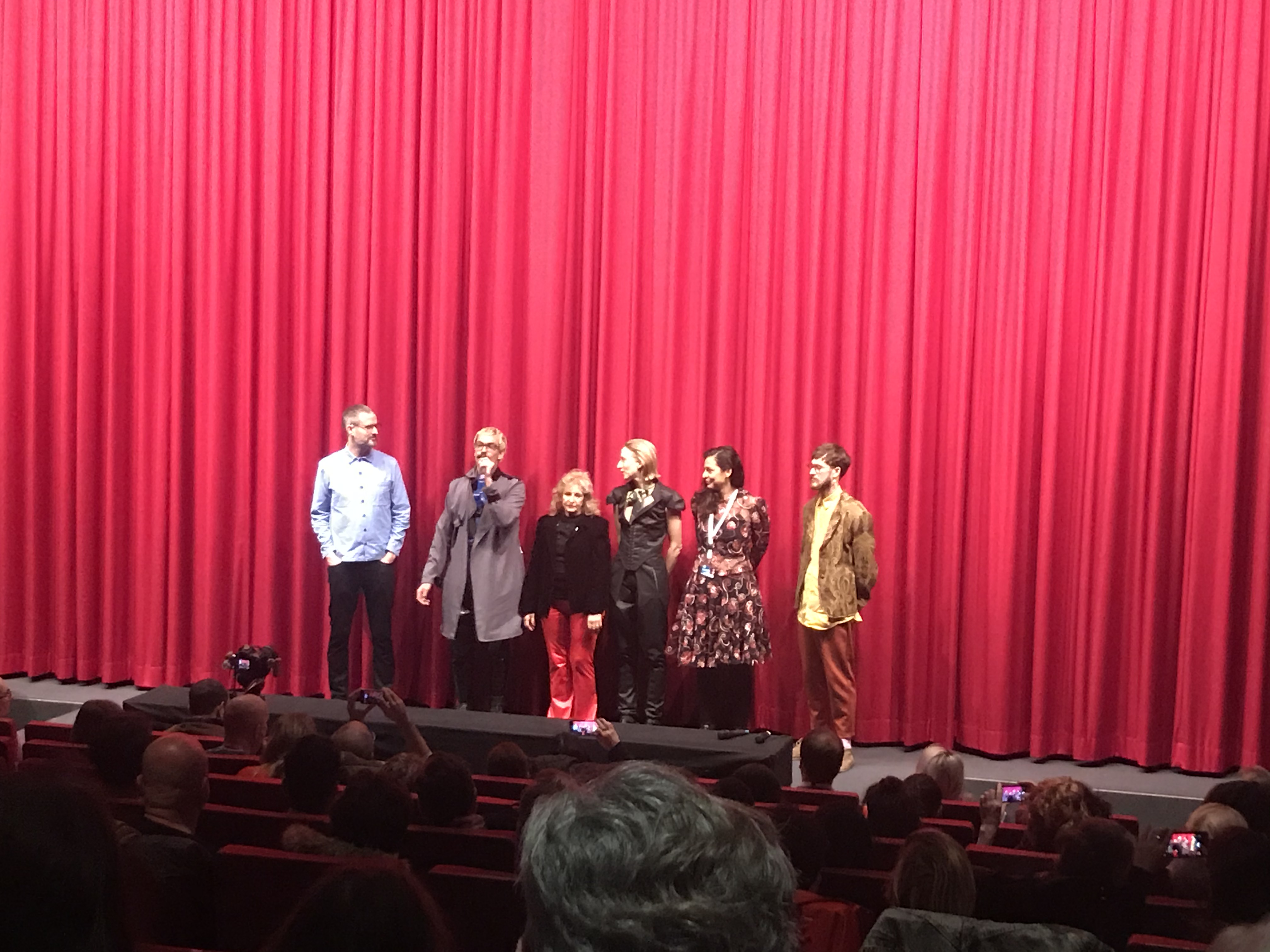
Weltpremiere Vil,má Berlinale 2020, Crew beim Publikumsgespräch

Vil, má (englischsprachiger Festivaltitel Divinely Evil) ist ein brasilianischer Film in dokumentarischer Form unter der Regie von Gustavo Vinagre aus dem Jahr 2020. Der Film feierte am 22. Februar 2020 auf der Berlinale Weltpremiere und in der Sektion Forum.

## Inhalt
Der Film gibt sich als Recherche aus. Die Protagonistin des ersten Teils stellt sich als Wilma Azevedo vor. In einem Salon mit Büsten, Pflanzen und lachsfarbenen Wänden nimmt sie auf einem samtbezogenen Sessel Platz und erzählt auf Bitten des Regisseurs ihre Lebensgeschichte. Sie sei 74 Jahre alt, Witwe und „Königin der sadomasochistischen Literatur Brasiliens“. Sie blickt auf eine grandiose Erfolgsgeschichte zurück: Zu ihrer besten Zeit erhielt sie jeden Monat 300 Liebesbriefe. Es folgen erotische Anekdoten mit vielen Details, es geht um grüne Bananen, Dildos aus Sandpapier und überstimulierte Nerven. Wenn ihr Gedächtnis aussetzt, hilft ihr aus dem Bildhintergrund eine junge Schauspielerin, die Azevedo in einem geplanten Spielfilm verkörpern soll, weiter. In der Mitte des Films wird der Sessel etwas verschoben und die Protagonistin erzählt eine zweite Lebensgeschichte. Zwar verwendet diese ähnliche Motive, aber sie gibt auch die schwierige Emanzipationsgeschichte einer Journalistin wieder, die sich in der Welt der BDSM-Fantasien zurechtfindet und damit Furore macht.

## Hintergrund
Regie führte Gustavo Vinagre, von dem auch das Filmkonzept stammt.
Der Film wurde produziert von Carneiro Verde Filmes, São Paulo, und Avoa Filmes, São Paulo.
Der Film feierte am 22. Februar 2020 auf der Berlinale Weltpremiere und lief dort in der Sektion Forum.